# گایوس ترنتیوس وارو
گایوس ترنتیوس وارو ( ش. 218-200 قبل از میلاد) سیاستمدار رومی و ژنرال فعال در طول جنگ دوم پونیک بود. او پسر یک قصاب و از طبقه پلبین ها (مردمان معمولی) روم بود که بعدها به یک سیاستمدار پوپولیست تبدیل شد. سال 216 قبل از میلاد به عنوان کنسول انتخاب شد و در حالی که این مقام را بر عهده داشت، در نبرد کاناعه به طور قاطع از هانیبال بارکا شکست خورد.

## سالهای نخستین زندگی
وارو عضوی از خانواده‌ای پلبیایی به نام جنس ترنتیا بود و اولین فرد برجسته در خانواده‌اش به حساب می‌آمد. گفته می‌شود که پدرش یک قصاب بود که "پسرش را در وظایف ساده مرتبط با این حرفه به کار گرفته بود." با وجود این تولد پایین، وارو پس از مرگ پدرش با استفاده از ارثیه‌ای که به دست آورده بود، وارد مسیر شغلی عمومی شد و نام خود را با تعقیب و پیگرد قضایی افراد با مقام‌های بالاتر برجسته کرد. او مراحل مختلف کورسوس هونوروم (سلسله‌مراتب اداری روم) را طی کرد و به مقام‌های کوایستور و هر دو مقام ایدیل پلبیایی و کورولی دست یافت.
در خصوص منشأ لقب (کوگنومن) او، سرویس پیشنهاد می‌کند که این وارو در جنگ اول ایلیری خدمت کرده است. اولین موقعیت رسمی او که جزئیات آن در دست است، پریتورش او در سال 218 قبل از میلاد بود که احتمالاً در ساردینیا مستقر بود. در سال 217 قبل از میلاد، پس از پایان پریتورش، وارو یکی از معدود سناتورهایی بود که از ارتقاء مارکوس مینوسیوس روفوس به مقام دیکتاتور حمایت کرد، ظاهراً بیشتر به خاطر جلب حمایت مردمی پلبیایی‌ها تا از روی اعتقاد شخصی. وارو نه تنها موفق شد که مینوسیوس را به عنوان هم‌دیکتاتور منصوب کند، بلکه خود نیز به عنوان کنسول برای سال 216 قبل از میلاد انتخاب شد.

## دوران کنسولی
وارو و همکارش لوسیوس آئمیلیوس پائولوس در سال 216 قبل از میلاد و دو سال پس از آغاز جنگ دوم پونی، به کنسولی رسیدند. این در حالی بود که در سال قبل، دیکتاتور کینتوس فابیوس ماکسیموس ورروکوسوس با پرهیز از نبرد مستقیم با ارتش هانیبال و اتخاذ سیاست تأخیر، لقب کونکتاتور (به معنای تعلل‌کننده) را به دست آورده بود. برخلاف این رویکرد، وارو و پائولوس گامی نادر برداشتند و دو ارتش کنسولی را که هر کدام به طور معمول به طور جداگانه فرماندهی می‌کردند، در یک نیروی بزرگ 85,000 نفری برای مقابله با هانیبال ترکیب کردند. همان‌طور که در چنین موقعیت‌هایی مرسوم بود، فرماندهی نیروها به طور متناوب به هر یک از دو کنسول واگذار می‌شد.
دو ارتش در کاناعه به هم رسیدند، جایی که وارو که در محل فرماندهی خود قرار داشت، با فشار به پائولوس دستور حمله داد و یک خط نبرد کوتاه را ترتیب داد. هانیبال موفق شد به کمک مانوری پیچیده که آن زمان در نبردها مرسوم نبود ارتش روم را از چهار طرف محاصره کرده و تلفات سنگینی به آنها وارد آورد. پائولوس در این نبرد کشته شد، در حالی که وارو با حدود 4,500 نفر از نیروهای باقی‌مانده به ونوسیا فرار کرد. پس از دریافت خبر از حضور نیروهای بزرگ‌تر رومی در کانوسیوم، او با نیروهای نجات‌یافته به آنها پیوست و نیرویی معادل اندازه یک ارتش استاندارد کنسولی ایجاد کرد.
وارو به رم بازگشت که با وضعیت وحشت‌زده‌ای روبرو بود. هنگام ورود، او توسط جمعیتی که به او برای از دست ندادن امید به دولت و خودکشی نکردن تشکر می‌کردند، استقبال شد؛ اقدامی که نشان از تمایل او برای ادامه نبرد داشت. او در آنجا کمک کرد تا مارکوس یونیوس پرا به عنوان دیکتاتور منصوب شود تا به بحران فعلی رسیدگی کند. وارو سپس به فرماندهی نیروهایش بازگشت و مواضعی در آپولیا گرفت.
در ادامه همان سال، او دوباره به رم فراخوانده شد تا مارکوس فابیوس بوتئو را به عنوان دیکتاتور دوم منصوب کند، وظیفه ویژه‌ای که برای انتصاب سناتورهای جدید به منظور جایگزینی آنهایی که در کانای کشته شده بودند، بر عهده داشت.

## سالهای 217 تا 205 قبل از میلاد
وارو در سال 215 قبل از میلاد در موقعیت خود تمدید خدمت شد و فرماندهی نیرویی که در آپولیا متمرکز کرده بود را حفظ کرد. او سپس به پیسِنوم فرستاده شد تا سربازان جدیدی جذب کند و منطقه را محافظت نماید. در سال 214 قبل از میلاد، همراه با سایر ژنرال‌هایی که هنوز در ایتالیا خدمت می‌کردند، مجدداً در سمت خود ابقا شد و یکی از 18 لژیون ثبت شده در آن سال را برای انجام وظایفش دریافت کرد. وارو بار دیگر تمدید خدمت شد و لژیون خود را در پیسِنوم برای سال بعد حفظ کرد.
پس از ترک پیسنوم، وارو به عنوان یک پرایتور جایگزین (Propraetor) که قدرت یک پرایتور را داشت، مأمور سرکوب یک شورش احتمالی در شهر آرتیوم در اترویا شد. او 120 گروگان از این شهر گرفت و به سنای روم اطلاع داد که ناآرامی هنوز به طور کامل خاموش نشده است. بنابراین، او با یک لژیون به آرتیوم بازگشت تا در آنجا استقرار یابد. وارو در فرماندهی خود در اترویا در سال 207 قبل از میلاد باقی ماند و یک لژیون دوم از سوی سنا دریافت کرد تا مأموریتش را ادامه دهد.

## سالهای پایانی
وارو در ادامه جنگ دوم پونیک دیگر به چشم نمی‌خورد، اما در سال 200 قبل از میلاد دو نقش مهم داشت. او به عنوان بخشی از یک هیئت سه‌نفره دیپلماتیک به شمال آفریقا اعزام شد و مأموریت داشت به کارتاژ و سران ارشد نومیدیا سر بزند. وظیفه این سفر اطلاع دادن به کارتاژ بود که علی‌رغم پایان جنگ در سال 201 قبل از میلاد، ژنرال هامیلكار همچنان در گُل عملیات نظامی انجام می‌داد و همچنین فراری‌های رومی که به کارتاژ پناه برده بودند، هنوز به رم بازنگشته بودند. علاوه بر این، آن‌ها هدایا و تبریک‌هایی برای ماسينیسا، که اتحادش با روم در نبرد زاما بسیار مؤثر بود، برای رسیدن به مقام پادشاهی نومیدیا بردند.
وارو همچنین به ونوسیا بازگشت و به عنوان یکی از سه نفر مسئول برای افزایش جمعیت محلی با افزودن مهاجران جدید پس از خسارات وارده به این شهر در طول جنگ دوم پونیک خدمت کرد. پیشنهاد شده که او همچنین ممکن است به عنوان ضرب‌کننده سکه تا سال 197 قبل از میلاد فعالیت کرده باشد. پس از آن، نام وارو از تاریخ محو می‌شود و یا بازنشسته شده و یا فوت کرده است.
1. 1 2  Livy. 22.26.1.
2. ↑  T.R.S. Broughton, The Magistrates of the Roman Republic, (American Philological Association, 1952). vol. I, p. 240.
3. ↑  Oliver L. Spaulding Jr. The Classical Element in the German War Plan of 1914, The Classical Weekly, Vol. 18, No. 18 (Mar. 16, 1925), p143.
4. ↑  Livy. 22.54.6.
5. ↑  Livy. 22.61.14.
6. ↑  Livy. 23.22.10
7. ↑  Livy. 23..32.19.
8. ↑  Livy. 27.36.12.
9. ↑  Jerome S. Arkenberg. Licinii Murenae, Terentii Varrones, and Varrones Murenae: I. A Prosopographical Study of Three Roman Families, Historia: Zeitschrift für Alte Geschichte Bd. 42, H. 3 (3rd Qtr., 1993), pp. 326-351